# Naru Nanao
Naru Nanao (jap. 七尾 奈留, Nanao Naru) ist eine japanische Illustratorin und insbesondere Character-Designerin. Sie lebt in der Präfektur Okinawa.
Naru Nanao hat unter anderem die Figuren für D. C. – Da Capo, einem Erogē, zu dem Manga und eine Anime-Serie erschienen ist, entworfen. Von 2000 bis 2002 arbeitete sie vor allem für den Spieleentwickler Circus.

## Mitarbeit
als Character-Designerin:
- Cave Castle Cavalier (als Naru)
- Kinki 2 (als Naru)
- Yaminabe Aries – Ashita e no Chōsenjō (2000)
- Infantaria (2001)
- Suika (2001)
- Archimedes no Wasuremono (2001)
- D. C. – Da Capo (2002)
- Panic!! Kerokero Ōkoku (2002)
- Sakura – Setsugekka (2003)
- Canvas 2 – Akane-iro no Palette (2004)
- Canvas 2 – Niji-iro no Sketch (2005)
- Sola (2006/07, Anime)
- ef – a tale of memories. (2007)
- Majo ni Naru. (2009)